# Волноваха (станция)
Волнова́ха (укр. Волнова́ха) — пассажирская и грузовая станция Донецкой железной дороги. Находится в г. Волноваха Донецкой области. Является узловой станцией. От станции начинается ветка на Камыш-Зарю.

## История постройки
- 1895 — на станции был построен вокзал
- 1896 — построено паровозное депо
- 1900 — между Юзовкой и Мариуполем через Волноваху проложены вторые пути
- 1905 — станция Волноваха стала узловой станцией

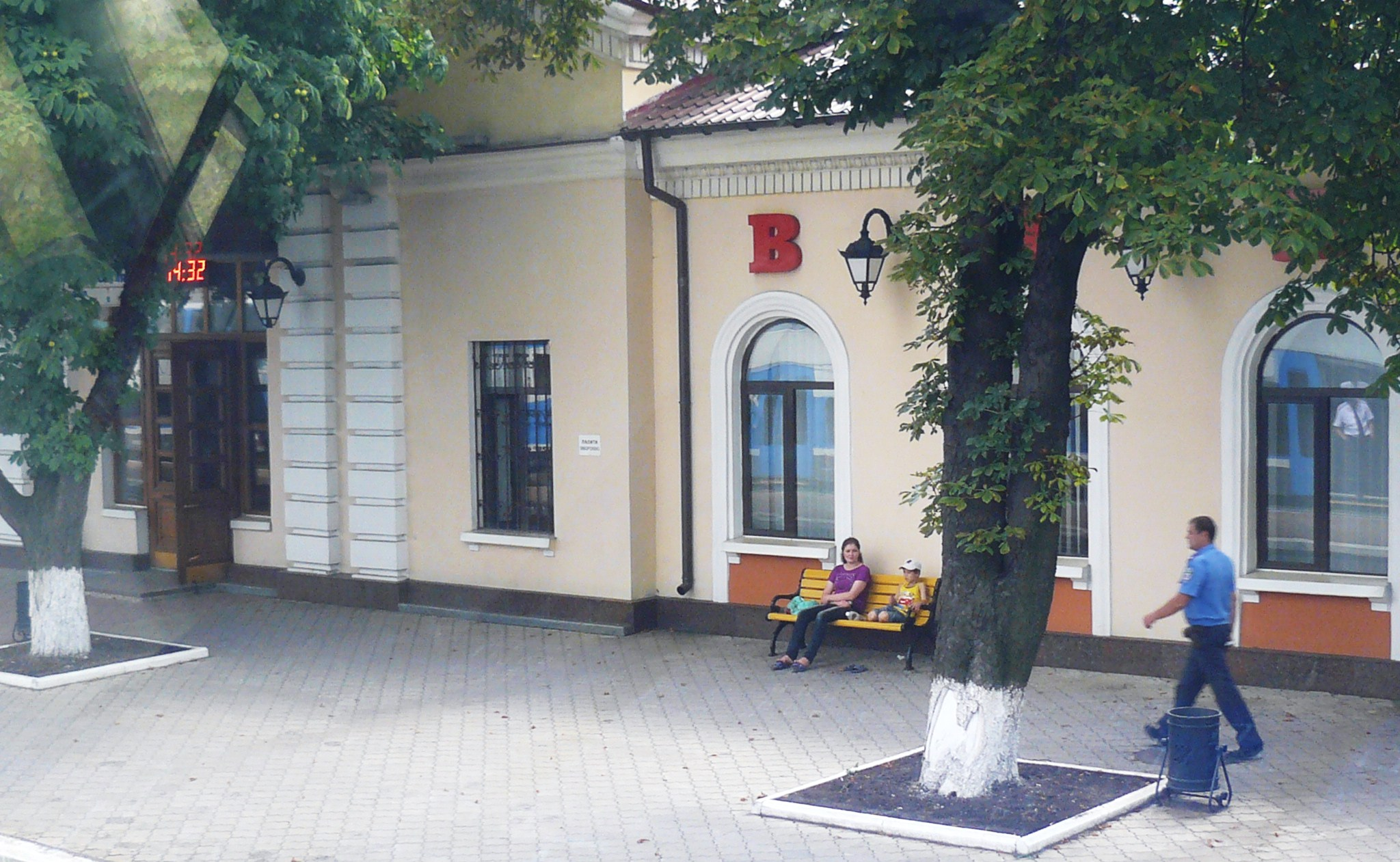
Вокзал станции Волноваха

## Дальнее сообщение
В 2014 году из-за боевых действий в Донецкой области пассажирские перевозки в регионе были практически остановлены. Поезда из Мариуполя на Киев, Львов и Харьков из Волновахи направлялись сразу же в Запорожскую область (без заезда в Донецк).
| № поезда  | Маршрут движения       | № поезда  | Маршрут движения       |
| --------- | ---------------------- | --------- | ---------------------- |
| 69        | Львов — Мариуполь      | 70        | Мариуполь — Львов      |
| 77        | Москва — Мариуполь     | 78        | Мариуполь — Москва     |
| 83 «Азов» | Киев — Мариуполь       | 84 «Азов» | Мариуполь — Киев       |
| 321       | Харьков — Мариуполь    | 322       | Мариуполь — Харьков    |
| 341       | Луганск — Симферополь  | 342       | Симферополь — Луганск  |
| 383       | Барановичи — Мариуполь | 384       | Мариуполь — Барановичи |